# Aipe
Aipe là một khu tự quản thuộc tỉnh Huila, Colombia. Thủ phủ của khu tự quản Aipe đóng tại Aipe Khu tự quản Aipe có diện tích 757 ki lô mét vuông. Đến thời điểm ngày 28 tháng 5 năm 2005, Aipe có dân số 10762 người.